# دروس معرفة الوقت و القبله
معرفة الوقت و القبلة از سلسله بحث‌های تحقیقی و دقیق حسن حسن‌زاده آملی که طی چندین سال در حوزه علمیه قم پیرامون شناخت وقت و قبله، تدریس شده صورت یافته است. از آنجا که شناخت وقت و قبله و آنچه که مربوط به آن است، مبتنی بر شناخت برخی از مسایل هیوی، مانند استدارة ارض، دوایر صغار و عظام، ارتفاع کواکب، انواع ظلّ و ... ، و شناخت برخی از مسایل هندسی مانند رسم مثلثات کروی، تحصیل جیب و جیب تمام، تحصیل ظلّ و ظلِّ تمام و ... ، و شناخت برخی از مسایل علم جغرافیا مانند معرفت طول و عرض بلاد، شناخت نسبت بلاد به مکه و ... ، شناخت طریقة به کارگیری آلات نجومی، مانند اسطرلاب، ربع مجیب، کره، زرقاله؛ قطب نما و ... و شناسایی برخی از کواکب مانند، ستاره قطبی، شعرای یمانی و ... است.
حسن حسن‌زاده آملی در این دروس ابتدا به تنقیح امور یاد شده پرداخته و سپس راه‌های قبله یابی و شناخت وقت را توضیح می‌دهد و حد و حدود کاربرد هر کدام از آنها را گوشزد می‌کند و ضمن مباحث یاد شده مباحث فقهی و روایی مربوطه را نیز به شایستگی مورد تحقیق و بررسی قرار داده و نیازمندی طلاب و محصلین علوم دینی را به کلیه مباحثه مطروحه در کتاب، آشکار می‌سازد، و بالاخره در پایان کتاب جهت تسهیل کار، جدولهایی را در طول و عرض بلاد و انحراف قبله شهر‌ها و آبادی‌ها می‌آورد. این کتاب در سال ۱۳۶۴ توسط مؤسسه نشر اسلامی تابع جامعه مدرسین حوزه علمیه قم به چاپ رسید.